# Heteronympha oenomais
Heteronympha oenomais är en fjärilsart som beskrevs av Jacob Hübner 1806/16. Heteronympha oenomais ingår i släktet Heteronympha och familjen praktfjärilar. Inga underarter finns listade i Catalogue of Life.